# Lake Brockman
Lake Brockman är en sjö i Australien. Den ligger i delstaten Western Australia, omkring 120 kilometer söder om delstatshuvudstaden Perth. Lake Brockman ligger 229 meter över havet. Arean är 1,6 kvadratkilometer. Den sträcker sig 1,9 kilometer i nord-sydlig riktning, och 2,3 kilometer i öst-västlig riktning.
I omgivningarna runt Lake Brockman växer i huvudsak städsegrön lövskog. Runt Lake Brockman är det glesbefolkat, med 9 invånare per kvadratkilometer. Genomsnittlig årsnederbörd är 785 millimeter. Den regnigaste månaden är september, med i genomsnitt 152 mm nederbörd, och den torraste är februari, med 7 mm nederbörd.